# Les Ombres du cœur
Pour plus de détails, voir Fiche technique et Distribution.
Les Ombres du cœur (Shadowlands) est un film américano-britannique réalisé par Richard Attenborough et sorti en 1993. Il s'agit d'un film biographique sur Clive Staples Lewis, professeur à l'université d'Oxford et auteur à succès, notamment sa rencontre avec la jeune romancière américaine, Joy Davidman. Il s'agit par ailleurs d'une adaptation de la pièce de théâtre du même nom de William Nicholson, qui signe lui-même le scénario.

## Synopsis
Dans les années 1950, C. S. Lewis, célibataire d'âge moyen et réservé, est un universitaire du Magdalen College l'université d'Oxford. Il est par ailleurs l'auteur de la série de livres pour enfants Le Monde de Narnia. Il rencontre Joy Davidman Gresham, une poètesse américaine mariée, qui visite l'Angleterre avec son jeune fils Douglas.

## Fiche technique
Sauf indication contraire, les informations mentionnées dans cette section peuvent être confirmées par la base de données cinématographiques IMDb,  présente dans la section « Liens externes ».
- Titre francophone : Les Ombres du cœur
- Titre original : Shadowlands
- Réalisation : Richard Attenborough
- Scénario : William Nicholson, basé sur sa propre pièce de théâtre
- Musique : George Fenton
- Directeur de la photographie : Roger Pratt
- Montage : Lesley Walker
- Production : Richard Attenborough, Brian Eastman
- Sociétés de production : Price Entertainment, Shadowlands Productions et Spelling Films International
- Sociétés de distribution : AMLF (France), United International Pictures (Royaume-Uni), Savoy Pictures (États-Unis)
- Pays de production :  Royaume-Uni,  États-Unis
- Format : couleur (Eastmancolor) - 2,35:1 - Dolby SR - 35 mm
- Genre : drame biographique, romance
- Durée : 131 minutes
- Dates de sortie : 
  - États-Unis : 25 décembre 1993
  - France : 27 avril 1994

## Distribution

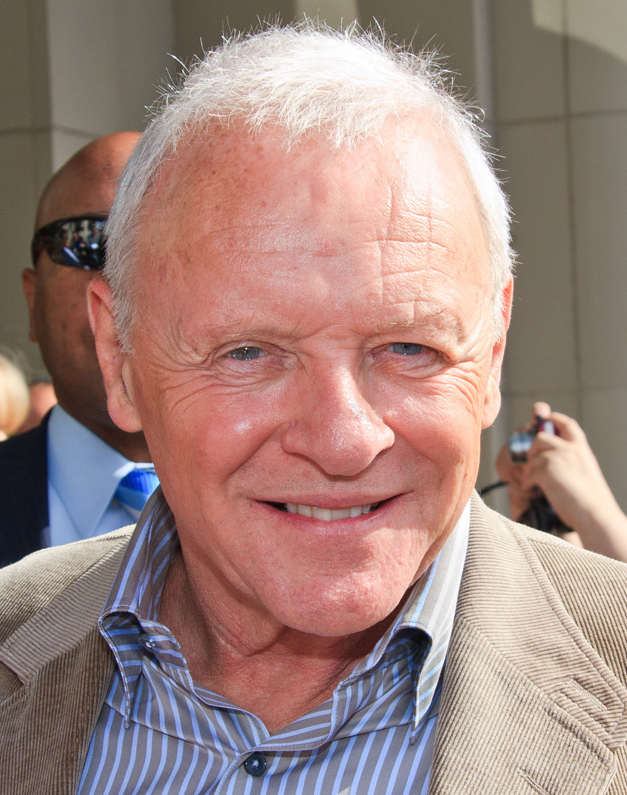
Anthony Hopkins en 2010.

- Anthony Hopkins (VF : Bernard Dhéran ; VQ : Hubert Gagnon) : Clive Staples Lewis, dit Jack
- Debra Winger (VF : Béatrice Delfe[1] ; VQ : Claudine Chatel) : Joy Gresham
- Edward Hardwicke (VF : Georges Berthomieu ; VQ : Daniel Roussel) : Warnie Lewis
- Joseph Mazzello (VF : Alexis Tomassian ; VQ : Sophie Léger) : Douglas Gresham
- John Wood (VF : Raymond Gérôme ; VQ : Yves Massicotte) : Christopher Riley
- James Frain (VF : Bernard Gabay ; VQ : François Sasseville) : Peter Whistler
- Roddy Maude-Roxby : Arnold Dopliss
- Robert Flemyng : Claude Bird
- Julian Fellowes : Desmond Arding
- Michael Denison (VQ : Victor Désy) : Harry Harrington
- Andrew Seear : Bob Chafer
- Norman Bird : le chauffeur de taxi témoin
- Karen Lewis : la réceptionniste
- Peter Firth : Dr Craig

## Production
Le tournage a lieu en Angleterre, notamment dans le Herefordshire (Symonds Yat, Ross-on-Wye, vallée de la Wye), le Leicestershire (gare historique de Loughborough) l'Oxfordshire (Oxford et notamment la bibliothèque Duke Humfrey, le Magdalen College, le Randolph Hotel) et dans le Surrey (studios de Shepperton).

## Distinctions
Le film obtient au total 11 prix et 8 nominations dans les divers festivals.

### Récompenses
- National Board of Review Awards 1993 : Top Ten Films et meilleur acteur pour Anthony Hopkins
- BAFTA Awards 1994 : meilleur film britannique

### Nominations
- Oscars du cinéma 1994
  - Oscar de la meilleure actrice : Debra Winger
  - Oscar du meilleur scénario adapté : William Nicholson
- BAFTA Awards 1994
  - Meilleur acteur pour Anthony Hopkins
  - Meilleur réalisateur : Richard Attenborough
  - Meilleure actrice : Debra Winger
  - Meilleur scénario adapté : William Nicholson
  - Meilleur film : Richard Attenborough, Brian Eastman